# 昭和精吾
昭和 精吾（しょうわ せいご、本名：鎌田 賢、1941年12月14日 - 2015年8月29日）は、日本の俳優、演出家。昭和精吾事務所設立者。満州生まれ。

## 略歴
昭和16年（1941年）12月14日、満洲の大日本帝国陸軍大佐であった父の官舎で誕生。終戦間際、父の実家に引き揚げ、秋田県大館市の農家で育つ。県立大館鳳鳴高校卒業後上京、演劇の道へと進む。
1967年、劇団東俳演劇研究所に入所。のち東映演劇研究所に移籍。高倉健主演『網走番外地』シリーズ、渥美清主演『初詣列車』、日本テレビの東映刑事物のドラマにチンピラ等で出演。
1969年、寺山修司の演劇実験室◎天井桟敷に入団。主に詩をマイクで語るマイクアジテーションを担当。
1970年3月24日、寺山が葬儀委員長を務めた力石徹の葬式（式場：講談社講堂）で弔辞をよむなど、昭和節と呼ばれる独特の語りを持ち味とする。
劇団在籍の傍ら、演劇の自主企画や音楽活動も行う。秋田に「奥羽企画」設立。高田渡、遠藤賢司、加川良、三上寛、山平和彦、友川かずき、モップス等、当時のフォーク勢と秋田、岩手、青森などで精力的に活動。1971年、東京拘置所獄中の永山則夫に面会し許可を得て、手記『無知の涙』をもとに『俺のどこかに20歳がある〜捧ぐ！永山則夫への70行〜』を東京・大阪・京都・秋田等で上演。また早稲田大隈講堂にて森田童子とのツーマンライブ『双頭の歌』を上演（企画：　演出：岸田理生）を上演。1972年1月　渋谷公会堂の天井桟敷公演では『邪宗門』で、代名詞ともなる、くらま天狗を演じる。
1983年の寺山修司の死後は、昭和精吾事務所の名義にて、渋谷ジァン・ジァンにて寺山の命日5月4日頃に寺山の言語による公演を渋谷ジァン・ジァン閉館の1999年まで毎年上演。
閉館後は大阪、名古屋、青森、盛岡など地方やライブハウスでの公演を行う。バンド（犬神サアカス團、ストロベリーソングオーケストラ）とのコラボ、劇団A・P・B-Tokyoの寺山修司作品への客演、麻人楽（こもだまり脚本）への声の出演など、若い世代とも積極的に交流などで、2005年よりしばらく客演のみとしていたが、渋谷ジァン・ジァン時代から右腕となってきた こもだまり、イッキとともに2013年より再び年1〜2本の公演をコンスタントに打つ。
2014年、練馬区立美術館の企画展『あしたのジョー、の時代　展』にて1970年の力石徹告別式の再現を行う。会場への事前問合せの多さに、予定の展示室では入りきらないと判断した美術館側が急遽ロビーに会場を切り替えた。音楽家・西邑卓哲（FOXPILL CULT）がこの公演より参加。
2015年8月、ザムザ阿佐谷公演の数日後に病気が発覚。8月29日、入院からわずか2日にて死去。
2015年12月、公演を打つ予定だった会場シアターPOOにて昭和精吾事務所がお別れ会を開催。2016年、事務所は新代表・こもだまり、副代表・イッキ、音楽統括・西邑卓哲の三本柱で継続された。

## 人物
読売ジャイアンツ、ことに長嶋茂雄のファン。趣味は登山。山岳写真ではプロ級の腕前で「研展」入選、都美術館展示の経歴を持つ。過去に二回の個展も開催。

## 出演作品（舞台）
特に記載のないものは作：寺山修司　演出：昭和精吾　音楽：J・A・シーザー

### 昭和精吾事務所
- 捧ぐ！!寺山修司への70行～時代なんかじゃなかった～（1984）作：寺山修司、脚本・構成：岸田理生、演出・音楽：J.A.シーザー
- 寺山修司の世界　inオリンズ（1988）松戸オリンズ
- 叙事詩「李庚順」（1992）シアターPOO
- 音楽劇・時代はサーカスの象にのって（1998・1999）渋谷ジァン・ジァン
- 仮面劇・犬神（1993、1999）渋谷ジァン・ジァン　音楽：落合敏行・高木尋士
- 花岡ものがたり（1992、1998ほか）深川江戸資料館、スタジオバリオ　※脚本：昭和精吾、版画（スライド上映）：滝平二郎
- われに五月を（多数）　渋谷ジァン・ジァン
- 寺山修司の世界『われに五月を』（2001）大阪・弁天町／石炭倉庫
- 鬼才・寺山修司の世界『われに五月を』（2000）
- 映画『書を捨てよ町へ出よう』の世界（2001）亀戸カメリアホール
- 寺山修司の世界 IN 飛騨高山「昭和精吾が語る天井桟敷の伝説」（2001）岐阜・飛騨高山／吉島家住宅
- The Doors PRESENTS ～寺山修司　都会の荒野に蘇る！［夢なき夜の詩］第三夜『東京の荒野』 （2001）
- 寺山修司命日特別公演『われに五月を』（2002）初台ドアーズ
- われに五月を　総集篇／若手公演　叫ぶ種子あり（2003）初台ドアーズ
- 昭和精吾＋イッキ公演『叫ぶ種子あり』（2003）ザムザ阿佐谷
- 動く寺山修司記念館（2003）日本文化会館
- 昆明夫企画「寺山修司の世界　ー動く寺山修司記念館ー」（2005）盛岡　紅茶の店しゅん
- 蘭妖子＆昭和精吾　名古屋ツーマンライブ「あの天井桟敷の歌姫とアジテーターによる『寺山修司の世界』」（2006）名古屋　涅槃
- こもだまり・イッキ企画　寺山修司命日公演『われに五月を』（2013）シアターPOO
- ドキュメント『71歳・俺の寺山修司と天井桟敷』～涙ぐむ戦艦～（2013）ザムザ阿佐谷
- 寺山修司演劇祭2013　野外音楽劇『醒めて、歌えよ！』青森県三沢市　星野リゾート青森屋
- 寺山修司誕生日公演『寺山さん、誕生日おめでとうございます』～トークと詩の朗読の誕生会～（2013）ザムザ阿佐谷
- 昭和精吾誕生日公演『寺山修司をうたう』（2014）シアターPOO
- 寺山修司生誕80年記念　われに五月を特別企画「寺山さんってなんだった？」トーク映像と追加トークと詩の朗読（2015）シアターPOO
- 『寺山修司をうたう』～思ひでの沖縄ジァン・ジァン公演より～（2015）ザムザ阿佐谷

### 演劇実験室・天井桟敷（1969–1981）
- 時代はサーカスの象にのって（1969）
- ガリガリ博士の犯罪（1969）
- ブラブラ男爵（1970）
- 仮面劇・犬神／毛皮のマリー（1969）※西ドイツ・フランクフルト国際実験演劇祭
- 人力飛行機ソロモン（1970）
- 邪宗門（1971）
- 観客席（1981）

### 月蝕歌劇団
- 黄昏に向かって唾を吐く　作・演出：高取英
- 邪宗門（1993）
- G線上のアリア-フランス革命異聞-（1992）作・演出：高取英

### 劇団A・P・B-Tokyo
- 邪宗門
- 狂人教育（2006）ザムザ阿佐谷

### 麻人楽
- 音楽劇　幻視（2015）※音声出演　脚本・演出：こもだまり　音楽：西邑卓哲
- 音楽劇　幻夢（2015）※音声出演　脚本・演出：こもだまり　音楽：西邑卓哲

### ほか
- 時代はサーカスの象にのって（1984）パルコ劇場（演出：萩原朔美、出演：若松武、未唯mieほか）
- リア王（1990）　グローブ座　※リア王役
- 犬神サーカス団単独興行『結束在黒夜』（1998、2000））バンドメンバーと「仮面劇・犬神」上演
- 一日だけの天井桟敷　市街劇　人力飛行機ソロモン　青森篇（1998）
- 寺山修司記念館２周年記念　テラヤマ・ワールド'99 in三沢　昭和精吾 詩劇場「われに五月を」／ポエムシアター「書を捨てよ、町へ出よう」（1999）
- 青森県立平内高校創立20周年朗読劇『テーブルの上の荒野』（1999）主催：佐々木英明
- ストロベリーソングオーケストラ企画　寺山修司命日特別大阪興行　一日だけの渋谷・天井桟敷館『妖怪道中～言葉の魔術師寺山修司への道』（2005）
- 第十三号雑居房企画　寺山修司生誕７０年記念ライブ『雑踏にまぎれて叫ぶ種子あり』（2005）
- 国際寺山修司学会　総会（2006）（『アメリカよ』朗読）名古屋市民会館
- 練馬区立美術館「あしたのジョー、の時代展」内イベント『力石徹への弔辞（1970年 力石徹告別式再現）』（2014）

## 出演作品（映画）
- 書を捨てよ町へ出よう（1971）　監督：寺山修司
- あしたはどっちだ、寺山修司（2017）　監督：相原英雄
- 渥美清『初詣列車』
- 高倉健『網走番外地』シリーズ

## 舞台音源（昭和精吾事務所）
- 舞台音源集01「われに五月を」〜1999年 渋谷ジァン・ジァン公演より（2016）※「アメリカよ」「雪か」「国家論」の三篇
- 舞台音源集02「長編叙事詩・李庚順」〜1999年 渋谷ジァン・ジァン公演より（2017）

## 参加音源

### 天井桟敷／J・A・シーザー
- 天井桟敷 邪宗門 (1972)
- 国境巡礼歌 (1973)
- 田園に死す (1974)
- 天井桟敷音楽作品集 (2008) ※5枚組CDボックスセット、「国境巡礼歌完全盤」ほかを収録
- 伝奇音楽集 鬼火 天井棧敷音楽作品集Vol.2 (2012) ※5枚組CDボックスセット
- ある家族の血の起源 天井棧敷音楽作品集Vol.3 (2012) ※5枚組CDボックスセット

### 犬神サアカス團（犬神サーカス団）
- 地獄の子守唄（1998）　※「見世物小屋口上」語り
- ここから何かが始まる（2015）　※「ここから何かが始まる」語り

### 麻人楽 -matra-
- 麻人楽音楽劇 音源集02「夢」（2014）　※「悪夢」語り

## TV
- 三和銀行CM（鞍馬天狗役）
- 東京電力CM
- ドキュメンタリーナレーション
- あしたのジョー特集（MTV）など

## 文筆
- 文芸別冊　総特集　寺山修司(2003) ／増補新版（2019）※河出書房新社刊
- 「演劇実験室天井桟敷」の人々―30年前、同じ劇団に居た私たち／萩原朔美・著（2000）　※フレーベル館刊
- 花岡鉱山中国人強制労働事件を題材にした滝平二郎の版画をスライドにし、脚色演出した一人語り『花岡物語』
- 秋田の新聞へのコラム連載
- 埼玉・映画について語る会にシネマエッセイ寄稿